# Chappes (Ardennes)
Chappes ist eine französische Gemeinde mit 82 Einwohnern (Stand: 1. Januar 2022) im Département Ardennes in der Region Grand Est (bis 2015 Champagne-Ardenne). Sie gehört zum Arrondissement Rethel, zum Kanton Signy-l’Abbaye sowie zum Gemeindeverband Crêtes Préardennaises. Die Einwohner werden Chappois genannt.

## Geografie
Die Gemeinde Chappes liegt 17 Kilometer nordwestlich von Rethel. Umgeben wird Chappes von den Nachbargemeinden Chaumont-Porcien im Norden, Doumely-Bégny im Nordosten, Herbigny im Osten, Hauteville und Son im Süden sowie Remaucourt im Westen.

## Bevölkerungsentwicklung
| Jahr                       | 1962 | 1968 | 1975 | 1982 | 1990 | 1999 | 2006 | 2011 | 2019 |
| Einwohner                  | 124  | 117  | 95   | 89   | 71   | 91   | 92   | 97   | 92   |
| Quellen: Cassini und INSEE |      |      |      |      |      |      |      |      |      |

## Sehenswürdigkeiten

Kirche Saint-Martin

- Kirche Saint-Martin

## Persönlichkeiten
- Marcel Camus (1912–1982), Regisseur